# バレーボール中華人民共和国女子代表
バレーボール中華人民共和国女子代表（バレーボールちゅうかじんみんきょうわこく じょしだいひょう）は、バレーボールの国際大会で編成される中華人民共和国の女子バレーボールナショナルチーム。

## 歴史

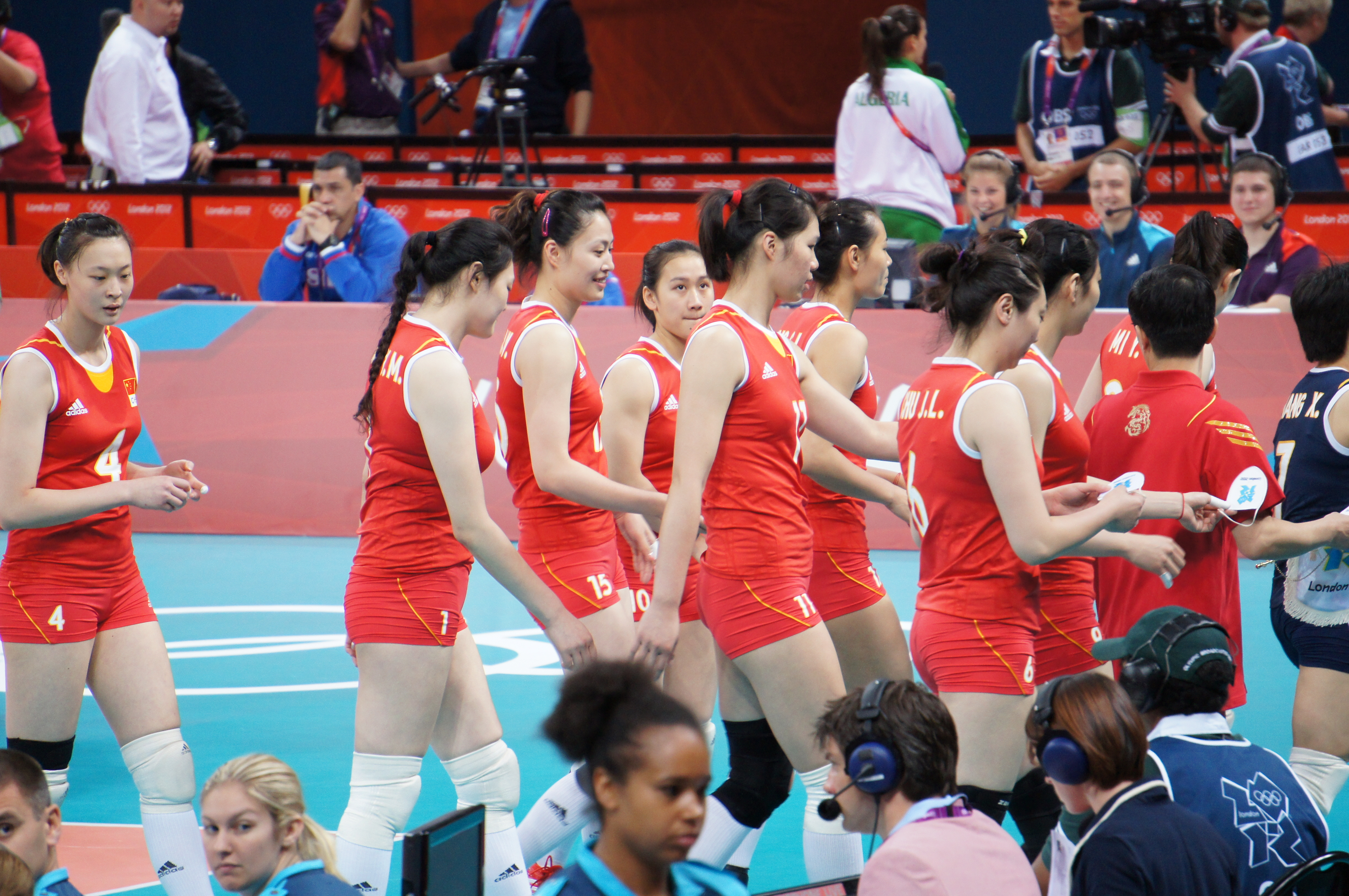
バレーボール中国女子代表（2012年ロンドン五輪）

1953年に国際バレーボール連盟へ加盟。初めての世界大会は1956年世界選手権で、初出場ながらオーストリア、オランダ、ドイツなどを破り6位の成績を収めた。中国のバレーボールはヨーロッパチームの高いトスを両サイドに上げて攻撃するヨーロッパバレーに対し、速いコンビネーションを多用するオリエンタルバレーで対抗して世界のバレー界から注目を集めた。
1964年東京五輪での東洋の魔女の活躍は、中国のバレーボールにも影響を与えた。本格的にチームを強化するために東京五輪の日本代表監督を務めた大松博文を招き、大松のもと、1965年4月から1ヶ月間指導を受けた。
1980年代には袁偉民監督の下、エースアタッカーの郎平を中心に国際大会で多くの結果を残し、1981年から1986年にかけては3大大会で5連覇を達成した。
1990年代はアトランタ五輪、1998年の世界選手権で銀メダルを獲得したが、1999年のワールドカップバレー1999で日本に敗戦を喫するなど5位に終わり、2000年のシドニー五輪では準々決勝でアメリカに敗れ、メダルにはあと一歩手が届かなかった。
地元開催が決定した北京五輪を目標に若返りをはかり、2001年の2001年ワールドグランドチャンピオンズカップでロシアやブラジルらを下し初優勝を飾った。2003年のワールドカップバレー2003では圧倒的な強さで全勝優勝を果たした。
2004年アテネオリンピックでは、久しぶりに金メダルを獲得している。
2005年に入り、諸外国が次々と代表の世代交代をしていく中で中国代表はさほどの変化を見せなかった。それはもともと、北京五輪の金メダルを目標として形成された若い代表だった為だからである。
2006年になると、17歳のレフトでパワースパイカーの王一梅と196cmの身長を誇る徐雲麗が代表に加わった。2006ワールドグランプリでは決勝に進んだものの、5位に終わった。世界選手権2006では、1次ラウンドでロシア、ドイツに敗れて3位で通過することとなり、2次ラウンドでは2日目にブラジルと対戦した。2セット取ってから3セット取られて逆転負けをした。その後も、オランダに敗れるなどの波乱があったが、順位決定の決勝ラウンドではキューバと日本に勝利し5位で大会を終えた。年末のアジア競技大会では決勝で日本に逆転勝ちし、3大会連続6度目の金メダルを獲得した。
2007年はキャプテンでセッターの馮坤が膝の手術で代表を離れると、新キャプテンには周蘇紅が就任した。中国国際で優勝、モントルーバレー2007優勝、エリツィン杯優勝と、主力がいないながらも好成績のスタートとなった。同年のワールドグランプリ2007では予選ラウンドで5勝4敗と8位であったが、開催国のため繰り上がりで進出した。寧波で行われた決勝ラウンドでオランダに敗れたが、イタリア、ブラジルらを下し準優勝を決めた。直後の第14回アジア選手権は5年ぶりに日本に敗れ、同大会で続いていた連覇記録が10で途切れた。なおワールドカップには北京五輪の出場権を獲得済みのため、不参加だった。
2008年、地元開催の北京五輪では初戦でポーランドに快勝し、予選ラウンドで3勝2敗で決勝トーナメントへと進み、準々決勝ではアテネ五輪決勝のロシアとの再現となった。そのロシアを3-0で破り準決勝に駒を進め強豪のブラジルと対戦したが、ブラジルの前にストレートで敗れ大会2連覇は成らなかった。それでも、3位決定戦でキューバに勝利して銅メダルを確保した。同年10月の第1回アジアカップで北京五輪銅メダリストが名を連ねて初代チャンピオンに輝いた。
2009年、監督、スタッフが新たに変わり、選手構想も一気に若返った。新キャプテンの魏秋月、エースの王一梅を中心に、モントルーバレーマスターズ、トリノ国際で3位となった。しかし、ワールドグランプリ2009で5位とメダルに手が届かず、第15回アジア選手権では決勝でタイに1-3で敗れ、女王奪回はならなかった。
2010年から監督が代わると、中国国際、モントルーバレーマスターズで優勝と幸先のよいスタートを切った。だがワールドグランプリ2010では4位とメダルに届かず、世界選手権では1次ラウンドでトルコ、韓国、ロシアにも敗れ、2勝3敗と4位通過となった。そこから2次ラウンドで持ち直すも、9位決定戦でもポーランドにも敗れて10位と低迷した。その結果から、直後の広州アジア大会では決勝で韓国を逆転勝ちで下し、7度目の優勝を飾った。
2011年の中国国際、エリツィン杯では優勝を果たした。同年のワールドグランプリ2011では、全試合を地元で開催した。決勝ラウンドでは全敗し8位の成績に終わった。直後の第16回アジア選手権では決勝で日本に3-1で勝利し、2005年大会以来の優勝を飾った。
2012年は4月に日本との遠征を行い、エースの王一梅が怪我により不在だった6月、ワールドグランプリ2012では決勝ラウンドで1勝のみに終わり、5位だった。さらに迎えた同年7－8月のロンドンオリンピックでは準々決勝でこれまでオリンピックで全くの無敗だった日本にも敗れ、3大会ぶりにメダルゼロに終わった。その後、第3回アジアカップ決勝でタイにも1-3で敗れ、連覇も2で途絶えてしまった。
2013年、かつての中国女子代表エースとして、ロサンゼルス五輪の金メダリストのメンバーでもある郎平が監督に就任した。新主将に選ばれた惠若琪や、代表デビューを飾った朱婷らの活躍で、同年8月のワールドグランプリでは予選ラウンドを全勝で突破すると、最終的には2位に入った。2014年にイタリアで開催された世界選手権では準決勝で開催国のイタリアに勝利して決勝に進出、アメリカとの決勝では1-3で敗れはしたものの、世界選手権では16年ぶりに銀メダルを獲得している。2016年のリオデジャネイロオリンピックでは予選Bブロック4位通過から巻き返して決勝トーナメントに進出、決勝でもセルビアに3-1で勝利し、3大会ぶりの金メダル獲得を果たした。
しかし、1年延期が決まった2021年の東京オリンピックではプールBで2勝3敗と過去最低の9位に終わり、2大会連続の金メダル獲得はならなかった。

## 過去の成績

### オリンピックの成績
1964年から1980年まで不参加
| - 1984年 - 金メダル - 1988年 - 銅メダル - 1992年 - 7位 - 1996年 - 銀メダル | - 2000年 - 5位 - 2004年 - 金メダル - 2008年 - 銅メダル - 2012年 - 5位 | - 2016年 - 金メダル - 2021年 - 9位 - 2024年 - 5位 |

### 世界選手権の成績
| - 1952年 - 不参加 - 1956年 - 6位 - 1960年 - 不参加 - 1962年 - 9位 - 1967年 - 不参加 - 1970年 - 不参加 | - 1974年 - 14位 - 1978年 - 6位 - 1982年 - 金メダル - 1986年 - 金メダル - 1990年 - 銀メダル - 1994年 - 8位 | - 1998年 - 銀メダル - 2002年 - 4位 - 2006年 - 5位 - 2010年 - 10位 - 2014年 - 銀メダル - 2018年 - 銅メダル - 2022年 - 6位 |

### ワールドカップの成績
| - 1977年 - 4位 - 1981年 - 優勝 - 1985年 - 優勝 - 1989年 - 3位 - 1991年 - 準優勝 - 1995年 - 3位 | - 1999年 - 5位 - 2003年 - 優勝 - 2007年 - 不参加 - 2011年 - 3位 - 2015年 - 優勝 - 2019年 - 優勝 |  |

### アジア選手権の成績
| - 1975年 - 3位 - 1979年 - 優勝 - 1983年 - 準優勝 - 1987年 - 優勝 - 1989年 - 優勝 - 1991年 - 優勝 - 1993年 - 優勝 - 1995年 - 優勝 | - 1997年 - 優勝 - 1999年 - 優勝 - 2001年 - 優勝 - 2003年 - 優勝 - 2005年 - 優勝 - 2007年 - 準優勝 - 2009年 - 準優勝 - 2011年 - 優勝 | - 2013年 - 4位 - 2015年 - 優勝 - 2017年 - 4位 - 2019年 - 4位 - 2021年 - 中止 - 2023年 - 準優勝 |

## 現在の代表
2018年FIVBバレーボールネーションズリーグに登録されたメンバー。
| 監督 | 郎平   | 郎平         | 郎平 | 郎平         | 郎平 | 郎平       |
| No.  | 選手名 | シャツネーム | 身長 | 所属         | P    | 備考       |
| 1    | 袁心玥 | Yuan X.Y.    | 201  | 八一女子排球 | MB   |            |
| 2    | 朱婷   | Zhu          | 198  | ワクフバンク | WS   | キャプテン |
| 3    | 楊方旭 | Yang F.X.    | 190  | 山東         | OP   |            |
| 4    | 楊涵玉 | Yang H.Y.    | 192  | 山東         | MB   |            |
| 5    | 高意   | Gao Y.       | 186  | 八一女子排球 | MB   |            |
| 6    | 龔翔宇 | Gong X.Y.    | 186  | 江蘇         | OP   |            |
| 7    | 王媛媛 | Wang Y.Y.    | 195  | 天津         | MB   |            |
| 8    | 曾春蕾 | Zeng C.L.    | 187  | 北京         | OP   |            |
| 10   | 劉暁彤 | Liu X.T.     | 188  | 北京         | WS   |            |
| 11   | 姚笛   | Yao D.       | 182  | 天津         | S    |            |
| 12   | 李盈瑩 | Li Y.Y.      | 192  | 天津         | OP   |            |
| 13   | 刁琳宇 | Diao L.Y.    | 182  | 江蘇         | S    |            |
| 15   | 林莉   | Lin L.       | 171  | 福建         | L    |            |
| 16   | 丁霞   | Ding.X       | 180  | 遼寧         | S    |            |
| 17   | 顔妮   | Yan N.       | 192  | 遼寧         | MB   |            |
| 18   | 王夢潔 | Wang M.J.    | 172  | 山東         | L    |            |
| 19   | 劉晏含 | Liu Y.H.     | 188  | 八一女子排球 | WS   |            |
| 20   | 段放   | Duan F.      | 186  | 遼寧         | WS   |            |
| 21   | 任凱懿 | Ren K.Y.     | 182  | 北京クラブ   | WS   |            |
| 25   | 胡銘媛 | Hu M.Y.      | 187  | 遼寧         | MB   |            |
| 26   | 孟子璇 | Meng Z.X.    | 180  | 天津         | L    |            |

## 歴代代表選手
★マークはバレーボール殿堂入りのプレーヤー。
| - 郎平★ - 巫丹 - 王一梅 - 朱玲 - 周蘇紅 - 薛明 - 孫玥 - 張越紅 - 趙蕊蕊 - 周暁蘭 - 張蓉芳 - 楊希 | - 馮坤 - 楊錫蘭 - 楊昊 - 李月明 - 殷茵 - 宋妮娜 - 張娜 - 劉亜男 - 張萍 - 李珊 - 李娟 - 楚金玲 | - 魏秋月 - 徐雲麗 - 馬蘊雯 - 張嫺 - 張磊 - 曾春蕾 - 陳麗怡 - 惠若琪 - 張常寧 - 王雲蕗 - 呉夢潔 - 庄宇珊 | - 梁艶 - 李国君 - 楊暁君 - 候玉珠 - 鄭美珠 - 姜英 - 頼亜文 - 呉咏梅 - 何琦 - 王麗娜 |